# Swimming with Dolphins
 (mars 2017).
Swimming with Dolphins est un groupe de musique électronique américain de Minneapolis au Minnesota. Austin Tofte et Owl City (Adam Young), le leader, ont formé le groupe en 2008, plus tard accompagné des vocals de Breanne Düren. Le nom du groupe est un dérivé, selon Austin Tofte, de quelques vieux documentaires sur Jaques Cousteau des années 1980. Bien qu'Adam Young n'ait jamais vraiment été le leader ou le chanteur principal, il a joué des synthés et des programmes pour les chansons. Il a également servi de producteur pour le groupe.
Pour les chansons, Austin Tofte et Adam Young ont créé des looks cultes. Tofte a pris l'apparence d'un scaphandrier portant une tenue de plongée classique et Young porte un masque de pilote (qui deviendra plus tard le look culte de Sky Sailing).

## Histoire
Le groupe a fait ses débuts en 2008 avec la sortie de leur EP Ambiant Blue. En plus de la sortie de ce dernier, le groupe a également sorti un cover de Fast Car par Tracy Chapman comme second single pour l'EP. La chanson Silhouettes, sortie hors album, avec Breanne Düren, qui a ensuite procédé à rejoindre le groupe live d'Owl City  peu de temps après avoir été présenté à Adam Young par Austin Tofte. Un peu plus tard dans la même année, Austine Tofte et Breanne Düren ont aidé Adam Young avec des chœurs pour certaines chansons sur le premier album de Owl City, Maybe I'm Dreaming.  
Adam Young a quitté le groupe à la fin de 2008, quand la popularité de Owl City a commencé à augmenter. Seul, Austin Tofte a signé un contrat pour Swimming with Dolphin avec Tooth & Nail en mi-2010,. Environ un an plus tard, Austin Tofte a publié le tout premier album de Swimming with Dolphins avec Tooth & Nail en 2011. 
Après le départ d'Adam Young, Sarah Beintker et Torrie James ont rejoint le groupe live de Austin Tofte. Beintker a contribué au chant  sur les chansons Holiday et Sleep To Dream hors de l'album Water Color. Les chansons contiennent également la collaboration des artistes Sunsun et Mod sun (Derek Smith, autrefois membre du groupe Four Letter Lie).
Depuis 2011, Austine Tofte a sorti quelques singles indépendamment sous Swimming with Dolphins et a mené avec succès une campagne Indiegogo pour financer le projet du prochain album, Catharsis,,,. En septembre 2013, Tofte a réalisé une interview avec l'émission de radio hebdomadaire de Chris Herlihy et a parlé de la sortie de l'album. Toujours en septembre, Swimming with Dolphins a publié un aperçu du nouvel album sous la forme d’un seul morceau instrumental intitulé Tromsø.
Selon Tofte en 2014, l'album était presque terminé. Le 21 août, Tofte a déclaré que la liste des titres de l'album serait révélée sous peu. Le 29 août, Tofte a publié l'ébauche brute de la liste des titres pour l'album ainsi que la pochette d'un single intitulé Summer Skin, qui sera sur l'album. Le 23 septembre, Summer Skin est diffusé sur la plateforme SoundCloud de Swimming with Dolphins. Le 18 décembre, Tofte a annoncé qu'une grande mise à jour sur Catharsis devait paraître prochainement. Le 1er mai 2015, Tofte a dévoilé la pochette de l'album pour Catharsis ainsi que sa date de sortie du 4 août 2015. Tofte a plutôt publié le single Iron Lungs à la place, disant qu'il devait « faire un pas en arrière pour recalibrer et déterminer une nouvelle date de sortie » en raison de l'annonce prématurée.
Le 11 janvier 2016, pour célébrer les 5 000 streams d'Iron Lungs sur SoundCloud, Tofte a publié une version remaniée de Summer Skin pour la version finale de Catharsis. Le 6 mai, il a sorti un nouveau single, Let You Love. Le 1er avril 2018, après une pause de plus d'un an de création musicale, Tofte a sorti un extrait de Roller Dancer, qui sortira sur Catharsis.
En plus de Swimming with Dolphins, Tofte était également membre du groupe de tournées live d'Owl City en 2008.

## Discographie
Albums Studio
- Water Colours (en) (2011)

EPs
- Ambient Blue (en) (2008)

### Singles
- Fast Car (Reprise) (2008)
- Sleep To Dream (2011)
- Tromsø (2013)
- Summer Skin (2014)
- Iron Lungs (2015)
- Let You Love (2016)